# أنيرو كونتيه
كان أنيرو صاحب صاحب كونتيه (6 أغسطس 1942-4 أبريل 2004) طبيبًا سيراليونيًا وخبيرًا في العلاج السريري لحمى لاسا، وهي حمى نزفية فيروسية مستوطنة في غرب إفريقيا بسبب فيروس لاسا. درس كونتيه الطب في جامعة إبادان في نيجيريا ودرّس في مستشفى إبادان التعليمي. عاد لاحقًا إلى سيراليون حيث انضم إلى برنامج حمى لاسا التابع لمراكز السيطرة على الأمراض والوقاية منها (CDC) في مستشفى نيكسون ميثوديست في سيغبويما، في البداية كمشرف ثم كمدير إكلينيكي.
بعد اندلاع الحرب الأهلية في سيراليون في عام 1991، أغلق مركز السيطرة على الأمراض برنامجهم في سيغبويما. انتقل كونتي وفريقه الطبي من سيغبويما إلى مستشفى كينيما الحكومي (KGH)، حيث أمضى العقدين التاليين في إدارة جناح حمى لاسا الوحيد المخصص في العالم. تعاون كونتيه مع مؤسسة ميرلين الخيرية البريطانية لتعزيز الصحة العامة في سيراليون من خلال حملات التثقيف والتوعية التي تهدف إلى الوقاية من حمى لاسا. بالرغم من قلة التمويل وقلة الإمدادات، نجح كونتيه في خفض معدلات الوفيات وأنقذ العديد من الأرواح حتى أدت إصابة عرضية لوخز الإبر إلى وفاته من المرض في عام 2004.
تلقى كونته اهتمامًا عامًا متجددًا في عام 2009 باعتباره بطل مذكرات روس آي دونالدسون، The Lassa Ward.

## النشأة والتعليم
ولد أنيرو صاحب صاحب كونتيه في 6 أغسطس 1942، في بلدة جاوي فولو، المقاطعة الشرقية، سيراليون البريطانية، وهو ابن مزارع ورئيس القرية. انتقل إلى فريتاون، عاصمة سيراليون، بعد وفاة والدته وهو في سن المراهقة. درس كونتيه الكيمياء والأحياء في كلية فوره باي وبدأ التدريس بعد حصوله على البكالوريوس. في عام 1968، بدأ دراسة الطب في نيجيريا في جامعة إبادان الحديثة، وتخرج في عام 1974. أمضى كونتيه السنوات الأربع التالية في العمل في مستشفى إبادان التعليمي. عاد إلى وطنه سيراليون عام 1979. تزوج كونته من زوجته سارة، وأنجب منها عدة أبناء وبنات.

## مسيرته الطبية

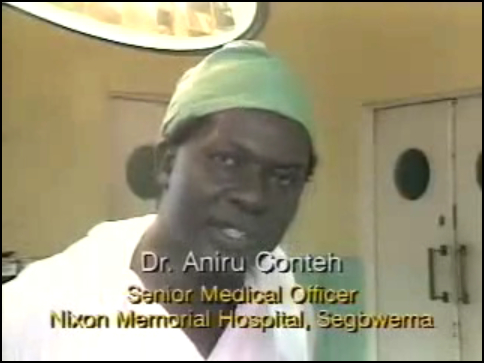
لقطة شاشة للدكتور أنيرو كونتيه من الفيلم الوثائقي لمراكز مكافحة الأمراض والوقاية منها (CDC) بعنوان "لاسا" (1989).

أمضى كونتيه حياته المهنية في العمل مع الأشخاص المصابين بحمى لاسا، وهي حمى نزفية فيروسية متوطنة في غرب إفريقيا. لفت انتباه العامة إلى حمى لاسا لأول مرة في عام 1969 أثناء تفشي المرض في نيجيريا. جرى التعرف على المرض في عام 1972، ومن المعروف أن المرض ينتشر من خلال مضيفه، فأر ناتال متعدد الثدي (Mastomys natalensis)، ويصيب ما يقدر بنحو 300000 شخص وينتج عنه 5000 حالة وفاة سنويًا في سيراليون وليبيريا وغينيا. في عام 1976، اجتذب تفشي عدوى مكتسبة من المستشفى في مستشفى بانجوما الكاثوليكي الانتباه في الولايات المتحدة. ردًا على ذلك، أنشأت مراكز السيطرة على الأمراض والوقاية منها (CDC) برامج بحثية في سيغبويما وكينيما وبانغوما لدراسة المرض.

### مستشفى نيكسون ميثوديست
في عام 1979، بدأ كونتيه العمل مع مركز السيطرة على الأمراض وقائد الفريق جوزيف ب. ماكورميك في مستشفى نيكسون ميثوديست في سيغبويما. أصبح كونتيه المشرف الطبي على المستشفى في عام 1980. اندلعت الحرب الأهلية في سيراليون في عام 1991، ما أجبر مراكز السيطرة على الأمراض والوقاية منها على إغلاق برنامجها والانتقال إلى غينيا. دُمر المستشفى في النزاع وتفاقم انتشار حمى لاسا. خلال الحرب الأهلية، انتشر فأر ناتال متعدد الثدي في المنازل المهجورة، ما زاد من احتمالية الإصابة.

### مستشفى كينيما الحكومي
وجد كونتيه نفسه الآن في وسط منطقة حرب، يتضور جوعًا وبلا مأوى. تجول لعدة أشهر ووصل أخيرًا إلى كينيما حيث بدأ في علاج المرضى وسط القتال. على الرغم من أنه كان لديه أصدقاء في الخارج، وكان بإمكانه الحصول على وظيفة خارج سيراليون، فقد اختار البقاء ومساعدة شعبه لأنه لم يكن لديهم من يساعدهم. بسبب الحرب، غادر معظم الخبراء المطلعين على حمى لاسا البلاد، وبدأ نقل المرضى المشتبه في إصابتهم بالمرض إلى كونتيه لتلقي العلاج. انتقل فريق لاسا من سيغويبما لى مستشفى كينيما الحكومي (KGH). في كينيما، أصبح كونتيه مديرًا لجناح عزل حمى لاسا الوحيد في العالم. استولى المتمردون من الجبهة الثورية المتحدة على مدينة كينيما في عامي 1997 و1999، لكن كونتيه لم يترك منصبه أبدًا. يُعتقد أن المتمردين لم يدمروا المستشفى خوفًا من الإصابة بحمى لاسا. عندما انتهت الحرب الأهلية في عام 2002، بدأت حكومة سيراليون عملية إعادة بناء البلاد.

### مساهماته في الطب
خلال الحرب الأهلية، كان كونتيه هو الطبيب الوحيد في سيراليون الذي امتلك المهارات والمؤهلات للتعامل مع مرضى حمى لاسا. في غياب مركز السيطرة على الأمراض، دعم جناح لاسا من قبل ميرلين، وهي وكالة إغاثة طبية مقرها في المملكة المتحدة. وفقًا لنيكولاس ميلور، المؤسس المشارك لشركة ميرلين، عمل كونتيه مع ميرلين لبناء مختبر جديد من شأنه أن يتيح التعاون مع مراكز الأبحاث الدولية المهتمة بالأمراض النزفية. كما عمل على التدريب وحملات التوعية بحمى لاسا. قدم برنامج كونتيه في حمى لاسا مخططًا للعديد من الخبراء. في عام 1996، بدأ دانيال باوش من كلية الصحة العامة وطب المناطق الحارة بجامعة تولين العمل مع كونتيه ومركز السيطرة على الأمراض على الأبحاث المتعلقة بحمى لاسا.
في عام 2000، شارك كونتيه في تأليف دراسة نُشرت في مجلة علم الأحياء الدقيقة السريرية لمقارنة فعالية ونتائج تشخيص مرضى حمى لاسا باختبار الأجسام المضادة الفلورية غير المباشرة (IFA) ومقايسة الممتز المناعي المرتبط بالإنزيم (ELISA). وفقًا لإيروكا إن. أوكيكي، فإن الدراسة ركزت بشكل خاص على تطوير اختبار تشخيصي لحمى لاسا. في عام 2001، سافر كونتيه إلى لندن، إنجلترا لحضور مؤتمر دولي حول حمى لاسا حيث قدم ورقة حول إدارة المرض. عاد كونتيه إلى لندن في سبتمبر 2003 لتلقي جائزة روح ميرلين لدوره المتميز في إنقاذ الأرواح وتخفيف المعاناة.

## وفاته
كان جناح لاسا يعاني من نقص في الموظفين، وكان كونتيه يسحب الدماء من الناس بنفسه. في 17 مارس 2004، أصيب كونتيه بفيروس لاسا عندما أصيب بوخز إبرة أثناء سحب الدم من ممرضة شابة حامل مصابة بالمرض. توفيت الممرضة في اليوم التالي، ومرض كونتيه في 23 مارس. ومع تدهور حالته، عولج بالريبافيرين في الوريد. نجا كونتيه في البداية من المرحلة الحرجة من حمى لاسا، لكنه توفي في 4 أبريل بسبب الفشل الكلوي - بعد 18 يومًا من إصابته بفيروس لاسا. وصف المراسل سليمان مومودو فيض الحزن في أعقاب وفاة كونته:
انتشر خبر وفاته في كينيما وما حولها مثل حريق شجيرة في الهرمتين. شعر معظم الناس بالصدمة عندما علموا أن أخصائي حمى لاسا الوحيد في سيراليون قد رحل إلى الأبد. بكت الممرضات وبكى المرضى. أُلقيت كينيما في حالة من الصدمة والحداد.
أقيمت جنازة كونتيه في بلدة دارو.

## إرثه
امتد عمل كونتيه في جناح لاسا إلى 25 عامًا وأنقذ آلاف الأرواح. لعب دورًا رئيسيًا في مساعدة ميرلين على تنفيذ برنامج لدعم جناح لاسا وإجراءات مكافحة الحمى في سيراليون. بسبب مهارته وتفانيه، انخفضت الوفيات بسبب حالات الاشتباه بحمى لاسا بنسبة 20%. بعد وفاة كونتيه، غادر مؤسسة ميرلين وقوات حفظ السلام في بعثة الأمم المتحدة في سيراليون (UNAMSIL) سيراليون وكان جناح لاسا في كينيما بالكاد يعمل. في عام 2004، بدأت جامعة تولين، بالتنسيق مع منظمة الصحة العالمية، بمراقبة مرضى حمى لاسا في سيراليون وليبيريا وغينيا من خلال شبكة اتحاد نهر مانو برنامج حمى لاسا (MRU-LFN). اليوم، يعمل برنامج حمى لاسا بكامل طاقته في مستشفى كينيما الحكومي، ويركز على العلاج، والاحتواء، والوقاية، والبحث.